# Джозеф Беррі
Джозеф Беррі (англ. Joseph Berry; 28 лютого 1920 — 2 жовтня 1944) — британський пілот, сквадрон-лідер. Найрезультативніший борець з летючими бомбами Фау-1: знищив 59 1/2 ракет.

## Біографія
У 1931–1936 роках він відвідував герцогську гімназію в Елнвіку. У віці 16 років залишив школу і оселився в Карлтоні, де знайшов роботу в податковій інспекції. Через 2 роки зустрів свою майбутню дружину, яка працювала в тому ж відділі.
8 серпня 1940 року вступив у Добровольчий резерв Королівських ВПС. У 1942 році пройшов льотну підготовку і призначений у званні сержанта в ескадру RAF 256, спочатку оснащену винищувачами Boulton Paul Defiant, а пізніше двомоторними Bristol Beaufighter. Отримавши офіцерське підвищення, одружився 14 березня 1942 року. 1 жовтня 1942 року отримав звання лейтенанта (льотного офіцера). 30 січня 1943 року переведений до 153-ї ескадрильї, дислокованої в Північній Африці та оснащеної Bristol Beaufighter. 8 травня 1943 року його було призначено в 255-ту ескадрилью, яка в серпні 1943 року була переведена на Сицилію.
Першу перемогу здобув 9 вересня 1943 року, збивши німецький винищувач Messerschmitt Me 210, наступного дня збив ще один Me 210 над Салерно, але був змушений рятуватись, стрибнувши з парашутом. 24 жовтня над Неаполем здобув останню перемогу — Ju 88.
3 жовтня 1943 року 255-та ескадрилья взяла участь в нападі на німецькі торпедні катери в рамках битви на Косі. Результати операції були незадовільними через погану погоду та потужну протиповітряну оборону, втрати британських ескадр досягли 27%, 25 літаків відступили через відсутність палива.
У 1944 році переведений до елітного підрозділу винищувачів у Віттерінгу, де виконував нічні польоти на винищувачах Hawker Tempest для перехоплення летючих бомб Фау-1. Він повідомив про 52 збитих ракети менш ніж за 2 місяці, у тому числі про 7 в ніч на 23 липня 1944 року. 23 серпня 1944 року літаки Підрозділу перехоплення винищувачів були включені до 501-ї ескадрильї в Менстоні, і Беррі став її командиром. На чолі свого нового підрозділу атакував пускові установки Фау-1 у Німеччині та Нідерландах. 2 жовтня 1944 року, коли Беррі летів на малій висоті над Вендамом, його літак був пошкоджений вогнем стрілецької зброї. Він летів занадто низько, щоб стрибнути з парашутом, і загинув, коли літак зіткнувся з землею. Похований на протестантському кладовищі в Шемде.

## Нагороди
- Хрест «За видатні льотні заслуги» (Велика Британія) з двома застібками
  - хрест (3 березня 1944)
  - перша застібка (1 вересня 1944)
  - друга застібка (20 січня 1946; посмертно)
- Зірка 1939—1945
- Європейська зірка для авіаторів із застібкою «Франція та Німеччина»
- Африканська зірка із застібкою «Північна Африка 1923-43»
- Італійська зірка
- Медаль війни 1939—1945
- Медаль оборони (Велика Британія)